# Шпаків
Шпакі́в —  село в Україні, у Кіптівській сільській громаді Чернігівського району Чернігівської області. Населення становить 8 осіб. До 2020 орган місцевого самоврядування — Красилівська сільська рада.

## Історія
Село не позначене на детальній мапі РСЧА 1941 року.
12 червня 2020 року, відповідно до розпорядження Кабінету Міністрів України № 730-р від «Про визначення адміністративних центрів та затвердження територій територіальних громад Чернігівської області», село увійшло до складу Кіптівської сільської громади.
17 липня 2020 року, в результаті адміністративно-територіальної реформи та ліквідації Козелецького району, село увійшло до складу Чернігівського району

## Населення

### Мова
Розподіл населення за рідною мовою за даними перепису 2001 року:
| Мова       | Відсоток |
| ---------- | -------- |
| українська | 100%     |